# OŚ AZS Warszawa
OŚ AZS Warszawa – jednostka organizacyjna Akademickiego Związku Sportowego z siedzibą w Warszawie. Jest jedną z 17 organizacji środowiskowych AZS działających na terenie kraju.

## Działalność
OŚ AZS Warszawa działa w środowisku młodzieży akademickiej i szkolnej na terenie Warszawy oraz województwa mazowieckiego.
W OŚ AZS Warszawa zrzeszone są kluby uczelniane AZS, kluby środowiskowe AZS oraz środowiskowe sekcje sportowe AZS Warszawy oraz województwa mazowieckiego.

## Zrzeszane jednostki

### Kluby uczelniane
- AZS AON Warszawa
- AZS Politechnika Warszawska
- AZS SGGW Warszawa
- AZS SGH Warszawa
- AZS UKSW Warszawa
- AZS Uniwersytet Warszawski
- AZS Warszawskiego Uniwersytetu Medycznego
- AZS WAT Warszawa

### Kluby środowiskowe
- AZS Politechnika Radomska